# Amiotrofia diabética

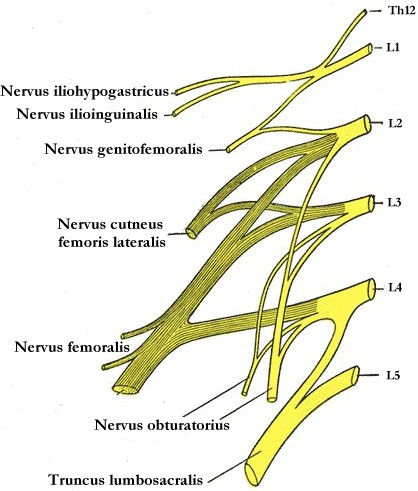
Plexo lombossacral

Amiotrofia diabética ou Neuropatia diabética proximal é uma complicação do diabetes mellitus que afeta nervos periféricos. Pode afetar as coxas, quadris ou nádegas. Essa neuropatia diabética é uma neuropatia periférica caracterizada por fraqueza muscular, dor ou alterações na sensação da perna (formigamento ou dormência). Afeta o plexo lombossacral.
Há uma série de maneiras que o diabetes danifica os nervos, os quais parecem estar relacionados ao aumento dos níveis de açúcar e colesterol no sangue durante um longo período de tempo. A neuropatia diabética proximal é um dos quatro tipos de neuropatia diabética.
A neuropatia diabética proximal pode ocorrer em pacientes com diabetes mellitus tipo 2 e tipo 1, no entanto, é mais comumente encontrada em diabéticos tipo 2. A neuropatia proximal é o segundo tipo mais comum de neuropatia diabética. Pode ser prevenida com um bom controle glicêmico.